# Polish International 1975
Die Polish International 1975 im Badminton fanden am 13. und 14. Dezember 1975 in Wrocław statt.

## Medaillengewinner
| Disziplin    | Gold                                  | Silber                                 | Bronze                           |
| ------------ | ------------------------------------- | -------------------------------------- | -------------------------------- |
| Herreneinzel | Edgar Michalowski                     | Erfried Michalowsky                    | Joachim Schimpke                 |
| Dameneinzel  | Monika Cassens                        | Angela Michalowski                     | Ildikó Szabo                     |
| Herrendoppel | Edgar Michalowski Erfried Michalowsky | Joachim Schimpke Detlef Sprenger       | Bergkvist Beda Pauly             |
| Damendoppel  | Monika Cassens Angela Michalowski     | Erzsébet Németh Ildikó Szabó           | Astrit Schreiber Ildikó Romhanyi |
| Mixed        | Edgar Michalowski Monika Cassens      | Erfried Michalowsky Angela Michalowski | István Englert Ildikó Szabó      |